# Грозник, Боштьян
Боштьян Грозник (словен. Boštjan Groznik; род. 3 июля 1982, Брезье, Радовлица) — словенский хоккеист, защитник. Выступал в сборной Словении. По окончании спортивной карьеры хоккейный арбитр (главный судья).

## Карьера
Грозник начинал карьеру в сезоне 2000/2001 в клубе «Краньска-Гора», конец сезона провёл в «Акрони Есенице», за который играл и в сезоне 2001/2002. С сезона 2002/2003 выступает за столичную «Олимпию», в составе которой выигрывал чемпионаты страны сезонов 2002/03, 2003/04, 2006/07 и 2011/12. В сборной Словении провёл 51 встречу, один раз играл на чемпионате мира 2006 года в высшем дивизионе, один раз в 2009 году в первом дивизионе.
По окончании спортивной карьеры занялся судейством в хоккее. Впоследствии судил матчи не только в стране, но и на многих международных турнирах. Дебютировал и на мировых чемпионатах в январе 2023 года на молодёжном чемпионате в третьем дивизионе. Где он отсудил в пяти матчах, в том числе и матч за третье место. В декабре 2023 года он также работал на молодёжном чемпионате во втором дивизионе, где отработал на четырёх матчах.